# Bártfai Barnabás
Bártfai Barnabás (Dombóvár, 1969. február 24. –) informatikai szakkönyvíró.

## Származása
1969-ben született Dombóváron. Édesapja ügyvéd, részt vett az 1956-os forradalomban az ELTE joghallgatójaként. Édesanyja szülésznő, egészségügyi szakoktató, az egészségügyi szakképzés meghatározó alakja. 

## Tanulmányai
Az általános iskolát Dombóváron, majd Agárdon végezte. Középiskolába a székesfehérvári Ságvári Endre Szakközépiskolába elektroműszerész szakon járt. Szakmai gyakorlaton a Videoton Számítástechnikai Kísérleti Üzemében volt, 1987-ben érettségizett. Az Óbudai Egyetemen (akkori nevén Kandó Kálmán Villamosipari Műszaki Főiskola) 1992-ben szerzett diplomát az informatikai üzemmérnök szak termelésirányítási ágazatán, mint villamosmérnök – informatikus. 

## Életútja
1986-tól még iskola mellett kezdett el cikkeket írni az akkori Mikroszámítógép Magazin részére, amelynek később a diákrovatát szerkesztette. Első munkahelye 1987-től a Számalk szervizrészlege volt, majd 1988-tól a Számalk Könyvkiadóban számítógépes kiadványszerkesztéssel foglalkozott. 1990-től szellemi szabadfoglalkozásúként kiadványszerkesztésből és számítógépes grafikából élt. 1991-től 1999-ig a Magyar Posta Oktatási Központjában informatikát tanított. Középiskolában, főiskolán, különféle képzéseken és tanfolyamokon is oktatott. 2002-től a BBS-INFO Kiadó ügyvezetője és az informatikai szakkönyvírás meghatározó szereplője. 
Nevéhez köthető az első magyar szerzőtől származó hétköznapi embereknek szóló számítástechnika könyv, amely 1992-ben jelent meg „Hogyan kezdjem” címmel. Azóta kb. 80 könyve jelent meg, illetve számos könyvben szerkesztőként vagy lektorként működött közre. Könyvei a szakmai sikerlisták élén vannak, köszönhetően közérthető fogalmazásmódjuknak. A „Hogyan használjam” c. könyvét évekig tankönyvként is használták, a 2000-es évek elején pedig tízezrek készültek fel az ECDL vizsgákra a könyveiből. A „Sosem késő” című könyve nagy támasz az idősebb generációnak, mivel kifejezetten azokat a témákat gyűjti össze, amely őket foglalkoztatja, illetve amelyben útmutatóra, tanácsra van szükségük, így hatalmas segítséget jelent azon generációnak, akik nem nőttek be ezeknek az eszközöknek a használatába, de Bártfai Barnabás könyvének, (illetve könyveinek) segítségével ők is bátrabban használhatják már a számítógépet és egyéb modern eszközöket.
Regényeit Adam Brown néven is publikálja.
Első házasságából két gyermeke született: Barnabás (1995), Boglárka (1999).

### Díjai, kitüntetései
- Budai-díj
- Hundidac ezüst díj

## Publikációi, művei

### Cikkek folyóiratokban
- Mikroszámítógép magazin, 1985/5, 44. old., Laser 210
- Mikroszámítógép magazin, 1986/8, 8. old., C64 Lemezoldal jelölés
- Mikroszámítógép magazin, 1987/7, 7. old., Grafika
- Mikroszámítógép magazin, 1987/10, 12. old., Magyar nyelvű Basic C64-re
- Mikroszámítógép magazin, 1988/1, 8. old., Kapcsolta? – Kapcsoltam! – a C64-en
- Mikroszámítógép magazin, 1988/2, 9. old., Apró, de érdekes program C64-re
- Mikroszámítógép magazin, 1988/4, 7. old., Egy kis Hardver
- Mikroszámítógép magazin, 1988/6, 14. old., Könyvtárprogram C64-re
- Mikroszámítógép magazin, 1988/7, 11. old., Ha van grafikus kártya
- Mikroszámítógép magazin, 1988/11, 22–23. old., Egy gép száz bajt csinál
- Mikroszámítógép magazin, 1988/12, 8. old., Korszakváltás, de hogyan?
- Mikroszámítógép magazin, 1987/10, 21–22. old., Seikosha SP-1200 VC
- Stb.

### Könyvek
- Hogyan kezdjem? – 1992.-2010.
- Printer tippek – 1994.
- Adatbázis-kezelés dBase III+ alatt: – 1995.
- Táblázatkezelés Excelben és Quattroban: – 1995.
- Windows 1x1 – 1996.
- Hogyan használjam? 2007. -2006.
- Kiadványszerkesztés házilag – 1997.
- Excel zsebkönyv – 1998.
- Word zsebkönyv – 1998.
- CorelDraw zsebkönyv – 1999.
- Outlook zsebkönyv – 1999.
- Access Zsebkönyv – 2000.
- Mit? Hogyan? Miért? – Windows – 2000.
- Office 7-97-2000 – 2000.
- Works 2000 – 2000.
- Excel 2002 – XP zsebkönyv – 2002.
- Office XP – 2002.
- PowerPoint 2002 – XP zsebkönyv – 2002.
- Windows XP zsebkönyv 2002.
- Word 2002 – XP zsebkönyv – 2002.
- Excel 2002 – XP zsebkönyv – 2002.
- PowerPoint 2002 – XP zsebkönyv – 2002.
- Access 2003 zsebkönyv – 2004.
- Weblapkészítés házilag – 2002.
- Táblázatkezelési gyakorlatok – 2003.
- Informatikai feladatgyűjtemény – 2003.
- A számítógép használata és a fájlkezelés – ECDL – 2004.
- Adatbázis-kezelés – ECDL – 2004.
- Az Információ technológia alapfogalmai – ECDL – 2004.
- Hogyan használjam? – 2004.
- Információ és kommunikáció – ECDL – 2004.
- Informatikai teszt- és feladatgyűjtemény – ECDL – 2004.
- Informatikai tesztkönyv – 2004.
- Szövegszerkesztés – ECDL – 2004.
- Táblázatkezelés – ECDL 2004.
- Prezentáció és grafika – ECDL – 2004.
- Hálózatépítés otthonra és kisirodába – 2005.
- ECDL Webkezdő – 2006.
- ECDL Képszerkesztés – 2006.
- Windows XP részletesen – 2006.
- Ötletek és tanácsok Windows felhasználóknak – 2006.
- Excel 2007 zsebkönyv – 2007.
- Word 2007 zsebkönyv – 2007.
- PowerPoint 2007 zsebkönyv – 2007.
- Outlook 2007 zsebkönyv – 2007.
- Access 2007 zsebkönyv – 2007.
- Office 2007 – 2007.
- Az internet és lehetőségei – 2008.
- Csodálatos úticélok. Bali, Szingapúr, Mexikó, Brazília, Kuba; szerk. Bártfai Barnabás; BBS-Info, Budapest, 2008
- Windows Vista zsebkönyv – 2008.
- A trónkövetelő Windows 7 – 2009.
- Windows 7 zsebkönyv – 2009.
- Makróhasználat Excelben – 2010.
- Windows 7 mindenkinek – 2010.
- Operációs rendszerek – 2010.
- Excel 2010 zsebkönyv – 2010.
- Word 2010 zsebkönyv – 2010.
- PowerPoint 2010 zsebkönyv – 2010.
- Access 2010 zsebkönyv – 2010.
- Outlook 2010 zsebkönyv – 2010.
- Office 2010 – 2011.
- Excel haladóknak – 2012.
- A kód – 2012.
- Windows 8 zsebkönyv – 2013.
- Excel 2013 zsebkönyv – 2013.
- Word 2013 zsebkönyv – 2013.
- PowerPoint 2013 zsebkönyv – 2013.
- Office 2013 – 2013.
- Windows 8 és 8.1 mindenkinek – 2014.
- Android kézikönyv – 2014.
- Word a gyakorlatban – 2015.
- Excel a gyakorlatban – 1015.
- Windows 10 zsebkönyv – 2015.
- Excel 2016 zsebkönyv – 2016.
- Word 2016 zsebkönyv – 2016.
- PowerPoint 2016 zsebkönyv – 2016.
- Access 2016 zsebkönyv – 2016.
- Outlook 2016 zsebkönyv – 2016.
- Windows 10 mindenkinek – 2016.
- Office 2016 – 2016.
- Számítógéphasználat kezdőknek – 2016.
- Számítógéphasználat mindenkinek – 2017.
- Excel 2019 zsebkönyv – 2019.
- Word 2019 zsebkönyv – 2019.
- PowerPoint 2019 zsebkönyv – 2019.
- Access 2019 zsebkönyv – 2019.
- Outlook 2019 zsebkönyv – 2019.
- Office 2019 – 2019.
- Sosem késő... – 2019.
- Android zsebkönyv – 2019.
- Excel tippek – 2021.
- A képlet  – 2023.
- A teremtő bűne  – 2024.
- Excel 2024 zsebkönyv  – 2025.
- stb.